# Association Sportive de Monaco Football Club 2019-2020
Questa voce raccoglie le informazioni riguardanti l'Association Sportive de Monaco Football Club nelle competizioni ufficiali della stagione 2019-2020.

## Stagione

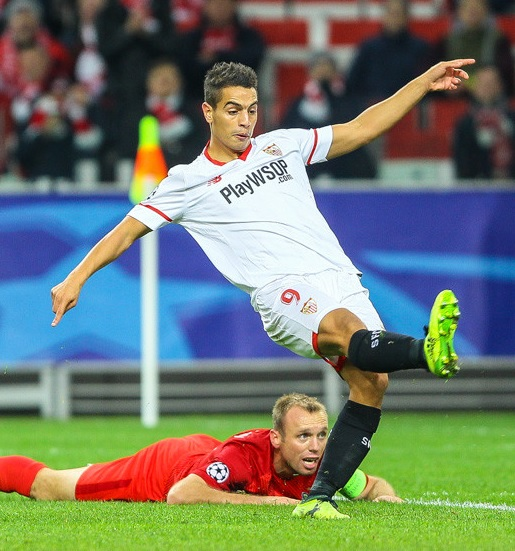
Wissam Ben Yedder torna in Ligue 1 dopo 3 stagioni passate al Siviglia.

Reduce da una stagione disastrosa, culminata con una sofferta salvezza all'ultima giornata di campionato e ad un cambiamento della dirigenza, con Oleg Petrov a sostituire l'uscente Vadim Vasyliev nella carica di vicepresidente, il Monaco rivoluziona completamente la rosa nella sessione estiva di calciomercato: i pali vengono affidati al francese Benjamin Lecomte, prelevato dal Montpellier assieme al terzino Ruben Aguilar. Dal Paris SG viene acquistato il giovanissimo terzino sinistro Arthur Zagre, mentre dall'Alaves arriva il difensore Guillermo Maripán, protagonista nella Copa America con la maglia del Cile. A centrocampo ritorna dopo due anni il forte Tiemoué Bakayoko dal Chelsea sotto formula di prestito, così come l'esperto portoghese Adrien Silva dal Leicester. Viene inoltre riscattato Gelson Martins dall'Atletico Madrid e dall'Inter torna dal prestito Keita Baldé. Nel settore offensivo ottiene le firme del giovane nigeriano Henry Onyekuru, in provenienza dall'Everton, del fresco campione d'Africa Islam Slimani, del giovane francese Jean-Kévin Augustin dal Lipsia e in particolare della stella del Siviglia Wissam Ben Yedder, previa cessione di Rony Lopes proprio alla compagine andalusa. Saluta dopo cinque stagioni il capitano Radamel Falcao, passato ai turchi del Galatasaray. Per la panchina viene rinnovata la fiducia al tecnico portoghese Leonardo Jardim.
Il 30 aprile la LFP ha dichiarato la fine anticipata del campionato in seguito alla pandemia di COVID-19. Il Monaco si è così classificato al nono posto in classifica (posizione in graduatoria che occupa al giorno della sospensione definitiva).

## Maglie e sponsor
| Casa | Trasferta | Terza divisa |
| ---- | --------- | ------------ |

## Rosa
Rosa e numerazione (tratte dal sito ufficiale) sono aggiornate al 3 settembre 2019.
| N. |                       | Ruolo | Calciatore            |
| -- | --------------------- | ----- | --------------------- |
| 1  | Croazia (bandiera)    | P     | Danijel Subašić       |
| 2  | Francia (bandiera)    | D     | Fodé Ballo-Touré      |
| 3  | Cile (bandiera)       | D     | Guillermo Maripán     |
| 4  | Spagna (bandiera)     | C     | Cesc Fàbregas         |
| 5  | Brasile (bandiera)    | D     | Jemerson              |
| 6  | Francia (bandiera)    | C     | Tiémoué Bakayoko      |
| 7  | Portogallo (bandiera) | A     | Rony Lopes            |
| 7  | Nigeria (bandiera)    | A     | Henry Onyekuru        |
| 8  | Portogallo (bandiera) | C     | Adrien Silva          |
| 9  | Colombia (bandiera)   | A     | Radamel Falcao        |
| 9  | Francia (bandiera)    | A     | Wissam Ben Yedder     |
| 10 | Montenegro (bandiera) | A     | Stevan Jovetić        |
| 11 | Portogallo (bandiera) | A     | Gelson Martins        |
| 12 | Francia (bandiera)    | D     | Ruben Aguilar         |
| 13 | Francia (bandiera)    | A     | Willem Geubbels       |
| 14 | Senegal (bandiera)    | A     | Keita                 |
| 15 | Marocco (bandiera)    | C     | Youssef Aït Bennasser |
| 16 | Svizzera (bandiera)   | P     | Diego Benaglio        |
| 17 | Russia (bandiera)     | C     | Aleksandr Golovin     |
| 18 | Francia (bandiera)    | D     | Arthur Zagre          |
| 19 | Italia (bandiera)     | A     | Pietro Pellegri       |
| 20 | Algeria (bandiera)    | A     | Islam Slimani         |

| N. |                        | Ruolo | Calciatore            |
| -- | ---------------------- | ----- | --------------------- |
| 21 | Mali (bandiera)        | C     | Adama Traoré          |
| 22 | Belgio (bandiera)      | A     | Nacer Chadli          |
| 22 | Francia (bandiera)     | A     | Jean-Kévin Augustin   |
| 22 | Francia (bandiera)     | C     | Youssouf Fofana       |
| 25 | Polonia (bandiera)     | D     | Kamil Glik (capitano) |
| 26 | Brasile (bandiera)     | C     | Gabriel Boschilia     |
| 27 | Brasile (bandiera)     | D     | Naldo                 |
| 28 | Brasile (bandiera)     | D     | Jorge                 |
| 30 | Senegal (bandiera)     | P     | Seydou Sy             |
| 31 | Portogallo (bandiera)  | A     | Gil Dias              |
| 32 | Francia (bandiera)     | D     | Benoît Badiashile     |
| 34 | Francia (bandiera)     | A     | Moussa Sylla          |
| 35 | Sudafrica (bandiera)   | A     | Lyle Foster           |
| 36 | Francia (bandiera)     | C     | Sofiane Diop          |
| 37 | Inghilterra (bandiera) | D     | Jonathan Panzo        |
| 39 | Germania (bandiera)    | D     | Benjamin Henrichs     |
| 40 | Francia (bandiera)     | P     | Benjamin Lecomte      |
| 41 | Francia (bandiera)     | A     | Irvin Cardona         |
| 42 | Francia (bandiera)     | C     | Enzo Millot           |
|    | Francia (bandiera)     | D     | Jean Marcelin         |
|    | Francia (bandiera)     | C     | Aurélien Tchouaméni   |

## Calciomercato

### Sessione estiva(dall'11/06 al 31/08)
| Acquisti         | Acquisti              | Acquisti            | Acquisti                    |
| R.               | Nome                  | da                  | Modalità                    |
| ---------------- | --------------------- | ------------------- | --------------------------- |
| P                | Loïc Badiashile       | Rennes              | fine prestito               |
| P                | Benjamin Lecomte      | Montpellier         | definitivo (13 milioni €)   |
| P                | Paul Nardi            | Cercle Bruges       | fine prestito               |
| D                | Ruben Aguilar         | Montpellier         | definitivo (8 milioni €)    |
| D                | Antonio Barreca       | Newcastle Utd       | fine prestito               |
| D                | Guillermo Maripán     | Alavés              | definitivo (18 milioni €)   |
| D                | Adama Traorè          | Cercle Bruges       | fine prestito               |
| D                | Arthur Zagre          | Paris Saint-Germain | definitivo (10 milioni €)   |
| C                | Adrien Silva          | Leicester City      | prestito                    |
| C                | Youssef Aït Bennasser | Saint-Étienne       | fine prestito               |
| C                | Tiémoué Bakayoko      | Chelsea             | prestito                    |
| C                | Gabriel Boschilia     | Nantes              | fine prestito               |
| C                | Ibrahima Diallo       | Brest               | fine prestito               |
| C                | Samuel Grandsir       | Strasburgo          | fine prestito               |
| C                | Jonathan Mexique      | SO Cholet           | fine prestito               |
| C                | Pelé                  | Nottingham Forest   | fine prestito               |
| C                | Youri Tielemans       | Leicester City      | fine prestito               |
| A                | Jean-Kévin Augustin   | RB Lipsia           | prestito                    |
| A                | Wissam Ben Yedder     | Siviglia            | definitivo (40 milioni €)   |
| A                | Irvin Cardona         | Cercle Bruges       | fine prestito               |
| A                | Gelson Martins        | Atlético Madrid     | definitivo (30 milioni €)   |
| A                | Gil Dias              | Olympiacos          | fine prestito               |
| A                | Keita                 | Inter               | fine prestito               |
| A                | Henry Onyekuru        | Everton             | definitivo (13,5 milioni €) |
| A                | Islam Slimani         | Leicester City      | prestito                    |
| Altre operazioni |                       |                     |                             |
| R.               | Nome                  | da                  | Modalità                    |
| P                | Álvaro Fernández      | Extremadura UD      | fine prestito               |
| D                | Dinis Almeida         | Xanthī              | fine prestito               |
| D                | Yoann Etienne         | Cercle Bruges       | fine prestito               |
| D                | Pierre-Daniel Nguinda | Cercle Bruges       | fine prestito               |
| C                | Kévin Appin           | Cercle Bruges       | fine prestito               |
| A                | Nabil Alioui          | Cercle Bruges       | fine prestito               |
| A                | Anderson López        | Cercle Bruges       | fine prestito               |
| A                | Guévin Tormin         | Cercle Bruges       | fine prestito               |

| Cessioni         | Cessioni               | Cessioni        | Cessioni                   |
| R.               | Nome                   | a               | Modalità                   |
| ---------------- | ---------------------- | --------------- | -------------------------- |
| P                | Loïc Badiashile        | Cercle Bruges   | prestito                   |
| P                | Paul Nardi             | Lorient         | definitivo                 |
| D                | Antonio Barreca        | Genoa           | prestito                   |
| D                | Jonathan Panzo         | Cercle Bruges   | prestito                   |
| D                | Ronaël Pierre-Gabriel  | Magonza         | definitivo (5,5 milioni €) |
| D                | Andrea Raggi           |                 | fine carriera              |
| D                | Julien Serrano         | Cercle Bruges   | prestito                   |
| D                | Djibril Sidibé         | Everton         | prestito                   |
| C                | Jean-Eudes Aholou      | Saint-Étienne   | prestito                   |
| C                | Youssef Aït Bennasser  | Bordeaux        | prestito                   |
| C                | Ibrahima Diallo        | Brest           | definitivo (2 milioni €)   |
| C                | Samuel Grandsir        | Brest           | prestito                   |
| C                | Jonathan Mexique       |                 | svincolato                 |
| C                | Kévin N'Doram          | Metz            | prestito                   |
| C                | Georges-Kévin N'Koudou | Tottenham       | fine prestito              |
| C                | Pelé                   | Reading         | prestito                   |
| C                | Adrien Silva           | Leicester City  | fine prestito              |
| C                | Youri Tielemans        | Leicester City  | definitivo (45 milioni €)  |
| C                | Khéphren Thuram        | Nizza           | svincolato                 |
| C                | Adama Traoré           | Metz            | prestito                   |
| C                | William Vainqueur      | Antalyaspor     | fine prestito              |
| A                | Adrien Bongiovanni     | Cercle Bruges   | rinnovo prestito           |
| A                | Irvin Cardona          | Brest           | definitivo (1,5 milioni €) |
| A                | Nacer Chadli           | Anderlecht      | prestito                   |
| A                | Radamel Falcao         |                 | svincolato                 |
| A                | Lyle Foster            | Cercle Bruges   | prestito                   |
| A                | Gelson Martins         | Atlético Madrid | fine prestito              |
| A                | Jordi Mboula           | Cercle Bruges   | prestito                   |
| A                | Rony Lopes             | Siviglia        | definitivo (25 milioni €)  |
| A                | Carlos Vinícius        | Napoli          | fine prestito              |
| Altre operazioni |                        |                 |                            |
| R.               | Nome                   | a               | Modalità                   |
| P                | Dylan Morais           |                 | svincolato                 |
| P                | Álvaro Fernández       | Huesca          | definitivo                 |
| P                | Giulian Biancone       | Cercle Bruges   | prestito                   |
| C                | Tristan Muyumba        |                 | svincolato                 |
| C                | Mehdi Zerkane          |                 | svincolato                 |
| A                | Jason Mbock            |                 | svincolato                 |
| A                | Guévin Tormin          |                 | svincolato                 |

### Sessione invernale(dal 01/01 al 31/01)
| Acquisti         | Acquisti            | Acquisti       | Acquisti                  |
| R.               | Nome                | da             | Modalità                  |
| ---------------- | ------------------- | -------------- | ------------------------- |
| P                | Radosław Majecki    | Legia Varsavia | definitivo (7 milioni €)  |
| D                | Jorge               | San Paolo      | fine prestito             |
| D                | Jean Marcelin       | Auxerre        | definitivo (10 milioni €) |
| D                | Strahinja Pavlović  | Partizan       | definitivo (10 milioni €) |
| D                | Julien Serrano      | Cercle Bruges  | fine prestito             |
| C                | Youssouf Fofana     | Strasburgo     | definitivo (15 milioni €) |
| C                | Aurélien Tchouaméni | Bordeaux       | definitivo (20 milioni €) |
| A                | Jordi Mboula        | Cercle Bruges  | fine prestito             |
| Altre operazioni |                     |                |                           |
| R.               | Nome                | da             | Modalità                  |

| Cessioni         | Cessioni            | Cessioni       | Cessioni      |
| R.               | Nome                | a              | Modalità      |
| ---------------- | ------------------- | -------------- | ------------- |
| P                | Radosław Majecki    | Legia Varsavia | prestito      |
| D                | Naldo               |                | svincolato    |
| D                | Strahinja Pavlović  | Partizan       | prestito      |
| D                | Julien Serrano      | AS Béziers     | prestito      |
| C                | Gabriel Boschilia   | Internacional  | definitivo    |
| A                | Jean-Kévin Augustin | RB Lipsia      | fine prestito |
| A                | Jordi Mboula        | Huesca         | prestito      |
| A                | Henry Onyekuru      | Galatasaray    | prestito      |
| Altre operazioni |                     |                |               |
| R.               | Nome                | a              | Modalità      |

## Risultati

### Ligue 1

#### Girone d'andata
| Arbitro: | Buquet |

|  |           |                                    |
|  | Marcatori | 5’ Dembélé 36’ Memphis 80’ Tousart |

| Arbitro: | Wattellier |

|                                   |           |  |
| Diallo 11’ (rig.), 53’ Cohade 66’ | Marcatori |  |

| Arbitro: | Delerue |

|                              |           |                              |
| Slimani 39’ Ben Yedder 45+1’ | Marcatori | 70’ Philippoteaux 82’ Denkey |

| Arbitro: | Delajod |

|                               |           |                  |
| Lala 39’ (rig.) Thomasson 84’ | Marcatori | 11’, 40’ Slimani |

| Arbitro: | Gautier |

|                                      |           |                                          |
| Ben Yedder 17’ (rig.), 27’ Keita 75’ | Marcatori | 38’, 67’ Benedetto 41’ Germain 61’ Payet |

| Reims 21 settembre 2019, ore 20:00 CEST 6ª giornata | Stade Reims | 0 – 0 referto | Monaco | Stadio Auguste Delaune (14.426 spett.)\| Arbitro: \| Thual \| |
| Arbitro:                                            | Thual       |               |        |                                                               |

| Arbitro: | Lesage |

|                                 |           |            |
| Golovin 29’, 74’ Ben Yedder 80’ | Marcatori | 54’ Burner |

| Arbitro: | Buquet |

|                                                                |           |           |
| Ben Yedder 26’ Slimani 62’ (rig.) Gelson Martins 73’ Keita 90’ | Marcatori | 77’ Mendy |

| Arbitro: | Letexier |

|                                        |           |                |
| Mollet 31’ Pedro Mendes 39’ Delort 56’ | Marcatori | 68’ Ben Yedder |

| Arbitro: | Ben El Hadj |

|                                  |           |                        |
| Ben Yedder 3’, 90+3’ Slimani 56’ | Marcatori | 12’ Maouassa 48’ Hunou |

| Arbitro: | Leonard |

|  |           |                |
|  | Marcatori | 22’ Ben Yedder |

| Arbitro: | Brisard |

|             |           |  |
| Bouanga 59’ | Marcatori |  |

| Arbitro: | Wattellier |

|             |           |  |
| Golovin 42’ | Marcatori |  |

| Arbitro: | Millot |

|                                  |           |             |
| Pablo 29’ de Préville 69’ (rig.) | Marcatori | 15’ Slimani |

| Arbitro: | Bastien |

|              |           |                                                   |
| Bakayoko 87’ | Marcatori | 24’, 90+1’ Mbappé 45+2’ (rig.) Neymar 72’ Sarabia |

| Arbitro: | Delajod |

|                   |           |                                         |
| Sanogo 40’ (rig.) | Marcatori | 5’ (rig.) Ben Yedder 84’ Gelson Martins |

| Arbitro: | Stinat |

|                                      |           |  |
| Ben Yedder 62’ Maripán 66’ Keita 69’ | Marcatori |  |

| Angers 14 dicembre 2019, ore 20:00 CET 18ª giornata | Angers      | 0 – 0 referto | Monaco | Stadio Raymond Kopa (9.959 spett.)\| Arbitro: \| Ben El Hadj \| |
| Arbitro:                                            | Ben El Hadj |               |        |                                                                 |

| Arbitro: | Lesage |

|                                                             |           |             |
| Gelson Martins 23’ Keita 29’ Ben Yedder 53’, 65’ Glik 90+2’ | Marcatori | 13’ Osimhen |

#### Girone di ritorno
| Arbitro: | Gautier |

|                                              |           |                                              |
| Neymar 3’, 42’ (rig.) Ballo-Touré 24’ (aut.) | Marcatori | 7’ Gelson Martins 13’ Ben Yedder 70’ Slimani |

| Arbitro: | Wattellier |

|             |           |                                        |
| Jovetić 86’ | Marcatori | 40’ Ajorque 66’ Thomasson 74’ Mitrović |

| Arbitro: | Buquet |

|                                           |           |                |
| Miguel 27’ Philippoteaux 62’ Martinez 79’ | Marcatori | 13’ Ben Yedder |

| Arbitro: | Stinat |

|             |           |  |
| Jovetić 16’ | Marcatori |  |

| Arbitro: | Thual |

|             |           |                              |
| Guirassy 9’ | Marcatori | 85’ Ben Yedder 90+3’ Slimani |

| Arbitro: | Buquet |

|             |           |  |
| Slimani 52’ | Marcatori |  |

| Arbitro: | Letexier |

|           |           |             |
| Baldé 56’ | Marcatori | 79’ Maripán |

| Arbitro: | Ben El Hadj |

|                       |           |            |
| Ben Yedder 31’ (rig.) | Marcatori | 58’ Kamara |

| Arbitro: | Delerue |

|                    |           |                |
| Dolberg 59’, 90+3’ | Marcatori | 32’ Ben Yedder |

| Fontvieille 29ª giornata | Monaco | – | Saint-Étienne | Stade Louis II |

| Villeneuve d'Ascq 30ª giornata | Lilla | – | Monaco | Stadio Pierre Mauroy |

| Fontvieille 31ª giornata | Monaco | – | Nantes | Stade Louis II |

| Brest 32ª giornata | Brest | – | Monaco | Stade Francis-Le Blé |

| Fontvieille 33ª giornata | Monaco | – | Bordeaux | Stade Louis II |

| Décines-Charpieu 34ª giornata | Olympique Lione | – | Monaco | Groupama Stadium |

| Fontvieille 35ª giornata | Monaco | – | Metz | Stade Louis II |

| Marsiglia 36ª giornata | Olympique Marsiglia | – | Monaco | Stadio Vélodrome |

| Fontvieille 37ª giornata | Monaco | – | Tolosa | Stade Louis II |

| Rennes 38ª giornata | Rennes | – | Monaco | Roazhon Park |

### Coppa di Francia

#### Fase a eliminazione diretta
| Arbitro: | Delajod |

|                  |           |         |
| Keita 61’, 90+4’ | Marcatori | 69’ Dia |

| Arbitro: | Letexier |

|             |           |                               |
| Antoine 82’ | Marcatori | 11’, 28’ Keita 36’ Ben Yedder |

| Arbitro: | Hamel |

|  |           |             |
|  | Marcatori | 24’ Bouanga |

### Coupe de la Ligue

#### Fase a eliminazione diretta
| Arbitro: | Lesage |

|                          |           |                    |
| Augustin 25’ Aguilar 40’ | Marcatori | 77’ (aut.) Lecomte |

| Arbitro: | Hamel |

|  |           |                             |
|  | Marcatori | 19’ Osimhen 45+2’, 86’ Rémy |

## Statistiche
Aggiornate al 7 marzo 2020

### Statistiche di squadra
| Competizione      | Punti | In casa | In casa | In casa | In casa | In casa | In casa | In trasferta | In trasferta | In trasferta | In trasferta | In trasferta | In trasferta | Totale | Totale | Totale | Totale | Totale | Totale | DR |
| Competizione      | Punti | G       | V       | N       | P       | Gf      | Gs      | G            | V            | N            | P            | Gf           | Gs           | G      | V      | N      | P      | Gf     | Gs     | DR |
| ----------------- | ----- | ------- | ------- | ------- | ------- | ------- | ------- | ------------ | ------------ | ------------ | ------------ | ------------ | ------------ | ------ | ------ | ------ | ------ | ------ | ------ | -- |
| Ligue 1           | 40    | 14      | 8       | 2       | 4       | 29      | 22      | 14           | 3            | 5            | 6            | 15           | 22           | 28     | 11     | 7      | 10     | 44     | 44     | 0  |
| Coupe de France   | -     | 2       | 1       | 0       | 1       | 2       | 2       | 1            | 1            | 0            | 0            | 3            | 1            | 3      | 2      | 0      | 1      | 5      | 3      | +2 |
| Coupe de la Ligue | -     | 2       | 1       | 0       | 1       | 2       | 4       | -            | -            | -            | -            | -            | -            | 2      | 1      | 0      | 1      | 2      | 4      | -2 |
| Totale            | -     | 18      | 10      | 2       | 6       | 33      | 28      | 15           | 4            | 5            | 6            | 18           | 23           | 33     | 14     | 7      | 12     | 51     | 51     | 0  |

### Andamento in campionato
| Giornata  | 1  | 2  | 3  | 4  | 5  | 6  | 7  | 8  | 9  | 10 | 11 | 12 | 13 | 14 | 15 | 16 | 17 | 18 | 19 | 20 | 21 | 22 | 23 | 24 | 25 | 26 | 27 | 28 | 29     | 30     | 31     | 32     | 33     | 34     | 35     | 36     | 37     | 38     |
| --------- | -- | -- | -- | -- | -- | -- | -- | -- | -- | -- | -- | -- | -- | -- | -- | -- | -- | -- | -- | -- | -- | -- | -- | -- | -- | -- | -- | -- | ------ | ------ | ------ | ------ | ------ | ------ | ------ | ------ | ------ | ------ |
| Luogo     | C  | T  | C  | T  | C  | T  | C  | C  | T  | C  | T  | T  | C  | T  | C  | T  | C  | T  | C  | T  | C  | T  | C  | T  | C  | T  | C  | T  | C      | T      | C      | T      | C      | T      | C      | T      | C      | T      |
| Risultato | P  | P  | N  | N  | P  | N  | V  | V  | P  | V  | V  | P  | V  | P  | P  | V  | V  | N  | V  | N  | P  | P  | V  | V  | V  | N  | N  | P  | [ 72 ] | [ 72 ] | [ 72 ] | [ 72 ] | [ 72 ] | [ 72 ] | [ 72 ] | [ 72 ] | [ 72 ] | [ 72 ] |
| Posizione | 20 | 20 | 19 | 19 | 19 | 19 | 18 | 12 | 16 | 14 | 11 | 15 | 11 | 14 | 15 | 13 | 11 | 9  | 7  | 9  | 13 | 13 | 10 | 7  | 5  | 5  | 7  | 9  | 9      | 9      | 9      | 9      | 9      | 9      | 9      | 9      | 9      | 9      |

Fonte:  Evoluzione classifica Ligue 1 19/20, su transfermarkt.it, Transfermarkt.
Legenda:

Luogo: C = Casa; T = Trasferta. Risultato: V = Vittoria; N = Pareggio; P = Sconfitta.

### Statistiche dei giocatori
| Giocatore        | Ligue 1  | Ligue 1 | Ligue 1     | Ligue 1    | Coppa di Francia Coupe de la Ligue | Coppa di Francia Coupe de la Ligue | Coppa di Francia Coupe de la Ligue | Coppa di Francia Coupe de la Ligue | Totale   | Totale | Totale      | Totale     |
| Giocatore        | Presenze | Reti    | Ammonizioni | Espulsioni | Presenze                           | Reti                               | Ammonizioni                        | Espulsioni                         | Presenze | Reti   | Ammonizioni | Espulsioni |
| ---------------- | -------- | ------- | ----------- | ---------- | ---------------------------------- | ---------------------------------- | ---------------------------------- | ---------------------------------- | -------- | ------ | ----------- | ---------- |
| Adrien Silva     | 22       | 0       | 7           | 0          | 2+1                                | 0                                  | 1+0                                | 0                                  | 25       | 0      | 8           | 0          |
| R. Aguilar       | 19       | 0       | 2           | 2          | 3+2                                | 0+1                                | 0                                  | 0                                  | 24       | 1      | 2           | 2          |
| J. Augustin      | 10       | 0       | 0           | 0          | 0+2                                | 0+1                                | 0                                  | 0                                  | 12       | 1      | 0           | 0          |
| Y. Aït Bennasser | -        | -       | -           | -          | -                                  | -                                  | -                                  | -                                  | -        | -      | -           | -          |
| B. Badiashile    | 16       | 0       | 0           | 0          | 2+2                                | 0                                  | 0                                  | 0                                  | 20       | 0      | 0           | 0          |
| T. Bakayoko      | 20       | 1       | 4           | 1          | 2+1                                | 0                                  | 0                                  | 0                                  | 23       | 1      | 4           | 1          |
| F. Ballo-Touré   | 21       | 0       | 4           | 0          | 2+2                                | 0                                  | 1+0                                | 0                                  | 25       | 0      | 5           | 0          |
| D. Benaglio      | 0        | -0      | 1           | 0          | -                                  | -                                  | -                                  | -                                  | 0        | -0     | 1           | 0          |
| W. Ben Yedder    | 26       | 18      | 1           | 0          | 3+2                                | 1+0                                | 1+0                                | 0                                  | 31       | 19     | 2           | 0          |
| G. Boschilia     | 5        | 0       | 0           | 0          | 1+0                                | 0                                  | 0                                  | 0                                  | 6        | 0      | 0           | 0          |
| I. Cardona       | -        | -       | -           | -          | -                                  | -                                  | -                                  | -                                  | -        | -      | -           | -          |
| N. Chadli        | 0        | 0       | 0           | 0          | -                                  | -                                  | -                                  | -                                  | 0        | 0      | 0           | 0          |
| S. Diop          | -        | -       | -           | -          | -                                  | -                                  | -                                  | -                                  | -        | -      | -           | -          |
| C. Fàbregas      | 18       | 0       | 2           | 1          | 2+2                                | 0                                  | 0                                  | 0                                  | 22       | 0      | 2           | 1          |
| R. Falcao        | -        | -       | -           | -          | -                                  | -                                  | -                                  | -                                  | -        | -      | -           | -          |
| Y. Fofana        | 7        | 0       | 1           | 0          | -                                  | -                                  | -                                  | -                                  | 7        | 0      | 1           | 0          |
| L. Foster        | 2        | 0       | 0           | 0          | -                                  | -                                  | -                                  | -                                  | 2        | 0      | 0           | 0          |
| Gelson Martins   | 21       | 3       | 3           | 1          | 2+0                                | 0                                  | 0                                  | 0                                  | 23       | 3      | 3           | 1          |
| W. Geubbels      | -        | -       | -           | -          | -                                  | -                                  | -                                  | -                                  | -        | -      | -           | -          |
| Gil Dias         | 14       | 0       | 3           | 0          | 1+1                                | 0                                  | 0                                  | 0                                  | 16       | 0      | 3           | 0          |
| K. Glik          | 23       | 1       | 6           | 0          | 1+0                                | 0                                  | 0                                  | 0                                  | 24       | 1      | 6           | 0          |
| A. Golovin       | 25       | 3       | 6           | 1          | 3+2                                | 0                                  | 1+0                                | 0                                  | 30       | 3      | 7           | 1          |
| B. Henrichs      | 13       | 0       | 2           | 0          | 1+1                                | 0                                  | 0                                  | 0                                  | 15       | 0      | 2           | 0          |
| Jemerson         | 13       | 0       | 4           | 1          | 1+1                                | 0                                  | 0+1                                | 0                                  | 15       | 0      | 5           | 1          |
| Jorge            | -        | -       | -           | -          | 2+0                                | 0                                  | 1+0                                | 0                                  | 2        | 0      | 1           | 0          |
| S. Jovetić       | 9        | 3       | 2           | 2          | 3+1                                | 0                                  | 0                                  | 0                                  | 13       | 3      | 2           | 2          |
| Keita            | 21       | 4       | 4           | 0          | 3+2                                | 4+0                                | 1+0                                | 0                                  | 26       | 8      | 5           | 0          |
| B. Lecomte       | 28       | -47     | 1           | 0          | 3+1                                | -4                                 | 0                                  | 0                                  | 32       | -51    | 1           | 0          |
| J. Marcelin      | -        | -       | -           | -          | -                                  | -                                  | -                                  | -                                  | -        | -      | -           | -          |
| G. Maripán       | 20       | 2       | 2           | 0          | 2+2                                | 0                                  | 0                                  | 0                                  | 24       | 2      | 2           | 0          |
| E. Millot        | -        | -       | -           | -          | -                                  | -                                  | -                                  | -                                  | -        | -      | -           | -          |
| Naldo            | 0        | 0       | 0           | 0          | 0                                  | 0                                  | 0                                  | 0                                  | 0        | 0      | 0           | 0          |
| H. Onyekuru      | 4        | 0       | 0           | 0          | 0                                  | 0                                  | 0                                  | 0                                  | 4        | 0      | 0           | 0          |
| J. Panzo         | 2        | 0       | 0           | 0          | -                                  | -                                  | -                                  | -                                  | 2        | 0      | 0           | 0          |
| P. Pellegri      | -        | -       | -           | -          | -                                  | -                                  | -                                  | -                                  | -        | -      | -           | -          |
| Rony Lopes       | 1        | 0       | 0           | 0          | -                                  | -                                  | -                                  | -                                  | 1        | 0      | 0           | 0          |
| I. Slimani       | 19       | 9       | 7           | 1          | 0+1                                | 0                                  | 0                                  | 0                                  | 20       | 9      | 7           | 1          |
| D. Subašić       | -        | -       | -           | -          | 0+1                                | -3                                 | 0                                  | 0                                  | 1        | -3     | 0           | 0          |
| S. Sy            | -        | -       | -           | -          | 0                                  | -0                                 | 0                                  | 0                                  | 0        | -0     | 0           | 0          |
| M. Sylla         | 1        | 0       | 0           | 0          | -                                  | -                                  | -                                  | -                                  | 1        | 0      | 0           | 0          |
| A. Tchouaméni    | 3        | 0       | 3           | 0          | -                                  | -                                  | -                                  | -                                  | 3        | 0      | 3           | 0          |
| A. Traoré        | 1        | 0       | 0           | 0          | -                                  | -                                  | -                                  | -                                  | 1        | 0      | 0           | 0          |
| A. Zagre         | -        | -       | -           | -          | 2+1                                | 0                                  | 0                                  | 0                                  | 3        | 0      | 0           | 0          |